# كيري شال
كيري شال (بالإنجليزية: Kerry Schall؛ مواليد 9 أغسطس 1971) هو مُقاتل فنون قتالية مختلطة أمريكي مُعتزل.

## وصلات خارجية
- كيري شال على موقع يو إف سي (الإنجليزية)
- كيري شال على موقع شيردوغ (الإنجليزية)
- كيري شال على موقع Tapology.com (الإنجليزية)
- كيري شال على موقع IMDb (الإنجليزية)